# Tatengger
Tatengger is een bestuurslaag in het regentschap Tapanuli Selatan van de provincie Noord-Sumatra, Indonesië. Tatengger telt 634 inwoners (volkstelling 2010).